# Allocerellus ater
Allocerellus ater är en stekelart som beskrevs av Prinsloo 1995. Allocerellus ater ingår i släktet Allocerellus och familjen sköldlussteklar. Inga underarter finns listade i Catalogue of Life.